# 雷献禾
雷献禾（1955年—），吉林长春人，汉族，中华人民共和国导演、政治人物，长春电影制片厂导演，台湾民主自治同盟中央委员、吉林省委副主委，第十一届全国政协委员。
2008年，当选第十一届全国政协委员，代表台湾民主自治同盟，分入第十三组。

## 执导作品

### 电影
- 《留村察看》（1994年）
- 《离开雷锋的日子》（1996年）

### 电视剧
- 《大雪无痕》（2001年）
- 《绝不放过你》（2002年）
- 《大江东去》（2003年）
- 《预谋》（2005年）
- 《刻骨铭心的爱》（2005年）
- 《老娘泪》（2006年）
- 《交通警察》（2007年）
- 《狂花凋落》
- 《七十七封阵亡通知书》（2009年）
- 《远山的红叶》（2010年）
- 《山里红》（2011年）
- 《节振国传奇》（2011年）
- 《大山的女儿》（2022年）